# Thomas Jones
Thomas Jones (1810 - 16 września 1849) - walijski misjonarz protestancki, najlepiej znany z zapisania języka khasi alfabetem łacińskim. Inskrypcja na jego nagrobku na cmentarzu szkockim w Kalkucie głosi The founding father of the Khasi alphabets and literature (Twórca alfabetu i literatury khasi). Zmarł w roku 1849 na malarię w Indiach.